# Troglohyphantes diabolicus
Troglohyphantes diabolicus is een spinnensoort in de taxonomische indeling van de hangmatspinnen (Linyphiidae).
Het dier behoort tot het geslacht Troglohyphantes. Het is een grottensoort die voorkomt in Slovenië; de typelocatie is de Huda Luknja-grot in de omgeving van Velenje. De wetenschappelijke naam van de soort werd voor het eerst geldig gepubliceerd in 1978 door Christa L. Deeleman-Reinhold. De naam verwijst naar de twee horens die de mannetjes vooraan op het hoofd hebben.